# Питър Де Джонг
Питър Де Джонг (на английски: Peter de Jonge) е американски писател на бестселъри в жанра трилър.

## Биография и творчество
Питър Де Джонг е роден на 5 април 1954 г. в Стамфорд, Кънектикът, САЩ, в семейството на Алфред и Джейн де Джонг. Баща му е роден във Франкфурт, Германия, но е избягал от Холокоста през 1937 г. Майка му е художничка. Питър отраства в Стамфорд, с изключение на 3 години като дете, през които е бил в Швейцария.
Дипломира се в Принстънския университет през 1977 г., след което работи за различни седмични издания в Риджфийлд, Уилтън и Рединг, Кънектикът, и за Асошиейтед прес в Нюарк и Олбани. От 1986 г. работи като копирайтър и сътрудник по рекламата на списанията „Ню Йорк Таймс“, „Нешънъл Джиографик“, „Детайли“, „Харпърс“, „Манхатън Инк“, и др. Тогава попада в полезрението на писателя Джеймс Патерсън, който е изпълнителен директор на „JWT“. Патерсън вече има славата на автор на бестселъри, и започва да създава своята „литературна фабрика“. Той наема Питър Де Джонг като съавтор.
Първият им съвместен трилър „Miracle on the 17th Green“ (Чудото на улица „Грийн №17) е публикуван през 1996 г. През 1999 г. романът е екранизиран в едноименния филм с участието на Робърт Юрич, Мередит Бакстър и Донъли Роудс.
Следващите им съавторски произведения „Крайбрежната къща“ (2002) и „Крайбрежен път“ (2006) стават бестселъри №1 в списъка на „Ню Йорк Таймс“.
През 2009 г. е издаден първият му самостоятелен трилър „Сенки от миналото“ от поредицата „О'Хара и Крекориян“. Главни герои са детектива от отдел „Убийства“ от полицията на Ню Йорк Дарлийн О'Хара и партньорът ѝ Серж Караманукян (К).
През 2015 г., отново в съавторство с Патерсън, е издаден трилърът им „Miracle at Augusta“.
Питър Де Джонг живее със семейството си в Манхатън, Ню Йорк.

## Произведения

### Самостоятелни романи
- The Beach House (2002) – с Джеймс Патерсън
Крайбрежната къща, изд.: ИК „Хермес“, Пловдив (2003), прев. Иванка Савова
- Beach Road (2006) – с Джеймс Патерсън
Крайбрежен път, изд.: ИК „Хермес“, Пловдив (2007), прев. Диана Кутева, Стамен Стойчев

### Серия „Травис МакКинли“ (Travis McKinley) – с Джеймс Патерсън
1. Miracle on the 17th Green (1996)
2. Miracle at Augusta (2015)
3. Miracle at St Andrews (2019)

### Серия „О'Хара и Караманукян“ (O'Hara & Krekorian)
1. Shadows Still Remain (2009)
Сенки от миналото, изд.: ИК „Хермес“, Пловдив (2010), прев. Валентина Рашева
2. Buried on Avenue B (2012)

### Екранизации
- 1999 Miracle on the 17th Green – ТВ филм